# Vaïssac

Vaïssac este o comună în departamentul Tarn-et-Garonne din sudul Franței. În 2009 avea o populație de 775 de locuitori.

## Evoluția populației
| An        | 1975 | 1982 | 1990 | 1999 | 2006 | 2009 |
| --------- | ---- | ---- | ---- | ---- | ---- | ---- |
| Populație | 635  | 654  | 636  | 599  | 704  | 775  |